# Daniel Bovet
Daniel Bovet (n. 23 martie 1907, Neuchâtel, cantonul Neuchâtel, Elveția – d. 8 aprilie 1992, Roma, Italia) a fost un farmacologist italian de origine elvețiană, căruia, în 1957, i s-a decernat Premiul Nobel pentru Fiziologie și Medicină pentru descoperirile sale în domeniul substanțelor medicamentoase care blochează neurotransmițătorii.